# Resolució 1117 del Consell de Seguretat de les Nacions Unides
La Resolució 1117 del Consell de Seguretat de les Nacions Unides fou adoptada per unanimitat el 27 de juny de 1997. Després de recordar totes les resolucions sobre Xipre, en particular les resolucions 186 (1964), 939 (1994), 1062 (1996) i 1092 (1996), el Consell va ampliar el mandat de la Força de les Nacions Unides pel Manteniment de la Pau a Xipre (UNFICYP) fins al 30 de desembre de 1997.
Xipre va acceptar una nova extensió de la força de pau UNFICYP. Mentrestant, el Consell va reconèixer que les tensions van romandre altes prop de la Línia Verda, tot i que el nombre d'incidents greus havia disminuït. Les negociacions per a una resolució política de la disputa es trobaven en estat d'impàs durant molt de temps.
Es va recordar a les dues parts del conflicte, a la República de Xipre i al Xipre del Nord, la seva obligació de prevenir la violència contra els mantenidors de la pau. La resolució lamenta que les mesures proposades per la UNFICYP per reduir la tensió, tal com es descriu a la resolució 1092, no han estat acceptades per cap de les parts. També es va preocupar l'enfortiment de les armes militars al sud de Xipre i la manca de progrés en la disminució del nombre de tropes estrangeres. En aquest sentit, el Consell va instar a la República de Xipre a retallar les despeses de defensa i retirar tropes estrangeres, en vista a la desmilitarització global de tota l'illa. Les converses d'adhesió amb la Unió Europea també ajudarien a facilitar un acord global.
En el paràgraf 13, la Resolució "acull amb beneplàcit els esforços de les Nacions Unides i altres persones interessades per promoure la celebració d'esdeveniments bicomunals per tal de fomentar la confiança i el respecte mutu entre les dues comunitats, insta a que continuïn aquests esforços i reconeix la cooperació recent de tots els interessats d'ambdues parts amb aquesta finalitat, i els encoratja a prendre més mesures per facilitar aquests esdeveniments bicomunals i garantir que es produeixin en condicions de seguretat".
La resolució va concloure reiterant que el statu quo era inacceptable i que duguessin a terme negociacions per trobar una solució i va dirigir al Secretari General Kofi Annan que informés al Consell el 10 de desembre de 1997 sobre l'aplicació de l'actual resolució.